# 안태환
안태환(1993년 6월 7일~ )은 대한민국의 배우이다.

## 학력
- 성균관대학교 건축학과(졸업)

## 출연작

### 텔레비전 프로그램
- 《강철부대》 (2021년, 채널A)

### 드라마
- 2018년 웹드라마 《먹고 싸우고 동거하라》
- 2020년 MBC 월화드라마 《저녁 같이 드실래요?》 - 김정환 역
- 2020년 JTBC 수목드라마 《쌍갑포차》 - 최진동 역
- 2020년 SBS 월화드라마 《펜트하우스》 - 서영의 남편 역
- 2021년 SBS 금토드라마 《펜트하우스 2》 - 서영의 남편 역
- 2021년 SBS 금요드라마 《펜트하우스 3》 - 서영의 남편 역
- 2022년 tvN 월화드라마 《고스트 닥터》 - 김재원 역
- 2022년 SBS 금토드라마 《오늘의 웹툰》 - 최두희 역
- 2023년 tvN 주말드라마 《판도라: 조작된 낙원》 - 박준호 역
- 2024년 JTBC 수목드라마 《놀아주는 여자》 - 채승희의 오빠 역

### 광고
- 김해 롯데워터파크
- 토네이도 자동텀블러 바이럴
- Watsons 쏘내츄럴 욕세럼 바이럴
- LG화학 대학생 에디터 팀 케미스트리
- 하이원 리조트 워터월드
- LedoubleS 의류
- LH토지주택공사 공익광고

## 가족 관계
- 누나: 하니 (1992년 5월 1일 ~ )